# Света Петка (Солун)
Света Петка или Ново Село (грч. Αγία Παρασκευή, Аја Параскеви) је насељено место у општини Седес у периферији Средишња Македонија, Грчка. Према попису из 2021. године било је 2.152 становника.
Према бугарском географу и историчару, Василу Канчову, у Светој Петки је 1900. године живео 121 Словен хришћанин. Почетком 20. века локално становништво је хеленизовано, због чега се касније помиње као грчко село. После 1922. године насељено је 137 из Турске и једна грчка избегличка породица из Бугарске, укупно 532 особе.